# Ehrenkirchen

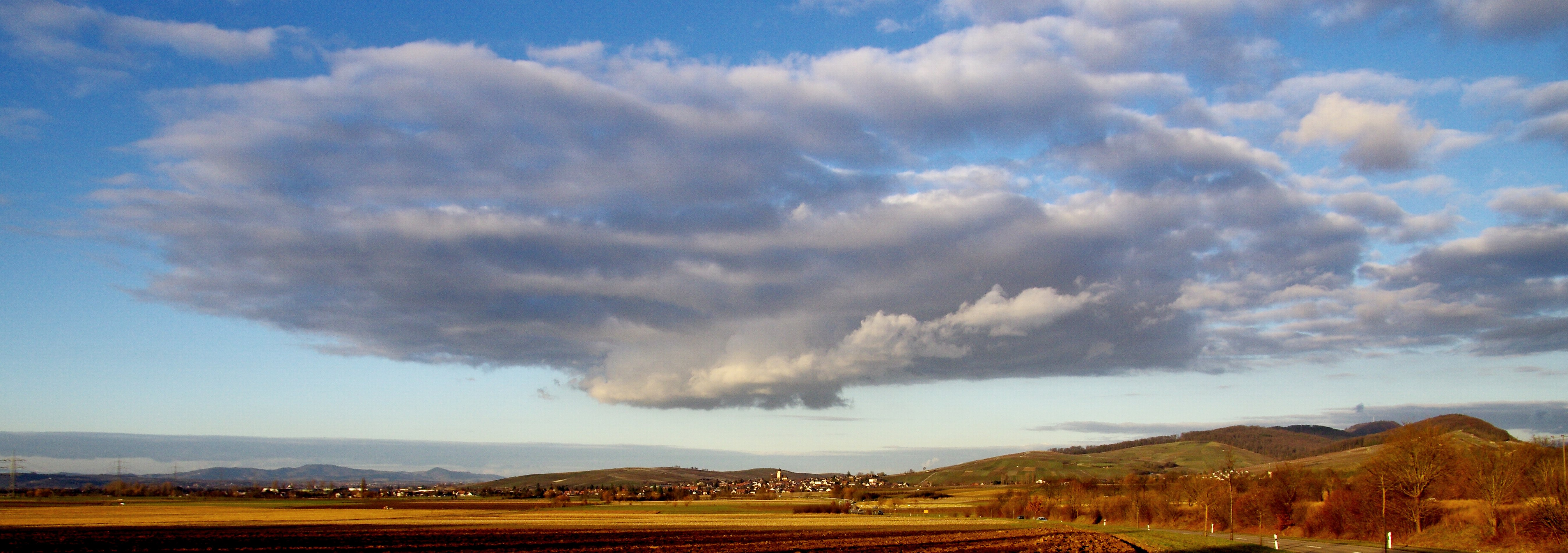
Die Gemeinde Ehrenkirchen

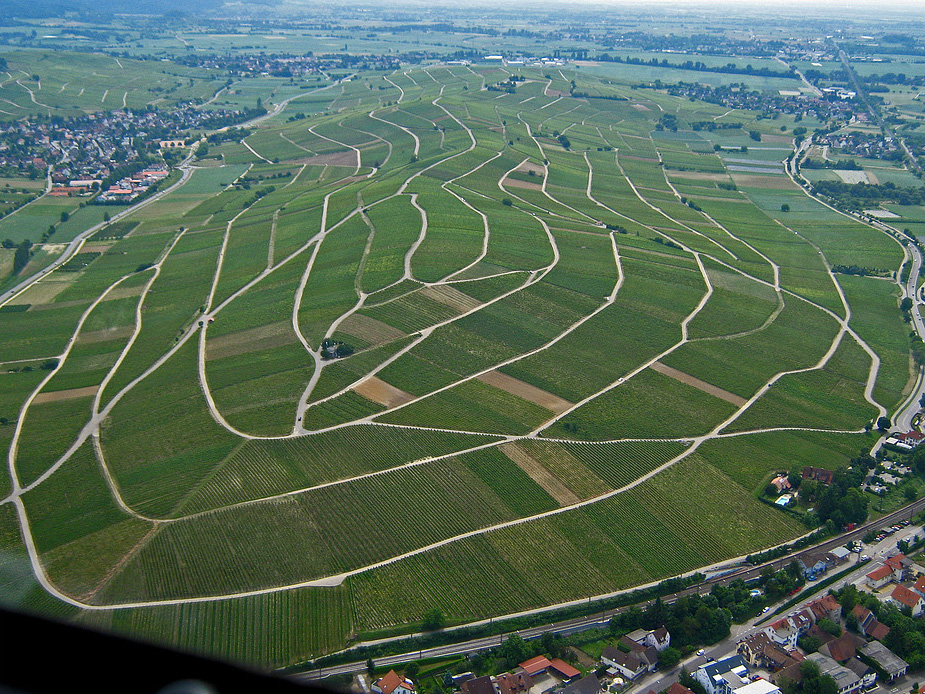
Batzenberg

Ehrenkirchen ist eine Gemeinde rund 13 Kilometer südlich von Freiburg im Breisgau am Rande des Markgräflerlandes im Landkreis Breisgau-Hochschwarzwald.

## Geographie

### Lage
Die Gemeinde liegt in der Oberrheinischen Tiefebene in 215 bis 916 Metern Höhe und umfasst daneben die südlichen Bereiche des Batzenbergs, Schneckentals, Hohfirsts und Hexentals. Die östlichen Teile der Gemarkung sind hauptsächlich bewaldet und liegen im Schwarzwald.

### Gemeindegliederung
Ehrenkirchen besteht aus den am 1. April 1973 vereinigten ehemaligen Gemeinden Ehrenstetten (alemannisch Ehrestette) und Kirchhofen (alem. Chilchhofe). Am 1. Januar 1974 wurde Offnadingen (alem. Offnadige), am 1. April 1974 Scherzingen (alem. Scherzige) und am 1. Oktober 1974 Norsingen (alem. Norschige) eingemeindet. Zur Gemeinde Ehrenstetten in den Grenzen vom 30. März 1973 gehören das Dorf Ehrenstetten, der Weiler Gütighofen (alem. Güetighofe) (tw. auch zu Bollschweil), die Höfe Felsenmühle, Kohlerhöfe und Lettenhof und der Wohnplatz Hintere Hattenmühle. Zur ehemaligen Gemeinde Kirchhofen gehören das Dorf Kirchhofen und die Weiler Oberambringen (alem. Oberambrige) und Unterambringen (alem. Underambrige). Als neuer Ortsteil kam zu Beginn des 21. Jahrhunderts das Gewerbegebiet Niedermatten westlich von Unterambringen hinzu. Zu den ehemaligen Gemeinden Norsingen, Offnadingen und Scherzingen gehören jeweils nur die gleichnamigen Dörfer. In der Gemarkung Ehrenstetten liegen die abgegangenen Ortschaften Hartberg und Wolfsberg. In der Gemarkung Kirchhofen liegen die abgegangenen Ortschaften Edighofen, das möglicherweise mit dem abgegangenen Egishofen identisch ist, sowie Seringen und Zeringgraben. In der Gemarkung Offnadingen deuten Gräber aus der Merowingerzeit auf eine abgegangene Ortschaft hin.

## Geschichte
Bereits in der Steinzeit lebten in den „Teufelsküche“ genannten Höhlen bei Gütighofen Menschen. Ambringen, heute zu Kirchhofen gehörend, wurde 855 oder 861 urkundlich erwähnt. Unter der Vogtei Kirchhofen gehörten bis zur Trennung im Jahre 1843 Ehrenstetten, Kirchhofen, Ober- und Unterambringen zusammen. Im Zuge der Gemeindereform in Baden-Württemberg vereinigten sich am 1. April 1973 die beiden Gemeinden Ehrenstetten und Kirchhofen zur Gemeinde Ehrenkirchen. Am 1. Januar 1974 wurde Offnadingen eingemeindet, am 1. April 1974 erfolgte die Eingemeindung von Scherzingen. Norsingen wurde am 1. Oktober 1974 eingemeindet.
Am 23. November 2023 wurde zum 50-jährigen Bestehen der Gesamtgemeinde Ehrenkirchen die Ortschronik Ehrenkirchen Fünf Dörfer im Wandel der Zeit herausgegeben von Monika Spicker-Beck veröffentlicht.

### Geschichte Ehrenstetten
Die Höhlen der Rentierjäger am Ölberg bei Gütighofen („Teufelsküche“) aus der älteren Steinzeit sowie die Alemannengräber am Gebirgsrand des Schwarzwaldes sind Zeugen einer frühen Besiedelung. Ehrenstetten wird erstmals im Jahre 1139 urkundlich erwähnt. Am 10. August 1418 erhielt Ehrenstetten von Kaiser Sigismund das Jahrmarktsrecht verliehen. 1842 wurde Ehrenstetten als Gemeinde selbstständig.

### Geschichte Kirchhofen
Das Wappen von Kirchhofen zeigt links einen grünen Dreiberg und zwei rote Rosen, die bereits auf dem Siegel des 18. Jahrhunderts den Batzenberg, Kirchberg und Ölberg symbolisierten. Rechts steht in Blau ein goldener Hirsch, der erst 1907 dazu kam, um die frühere Verbindung zu St. Blasien aufzuzeigen.
Den ersten Hinweis einer Besiedelung Kirchhofens finden wir im Jahre 805. In der Nähe soll sich die abgegangene Feimlisburg befunden haben. Der Name Kirchhofen wird erstmals in einer Urkunde aus dem Jahre 1087 erwähnt. Als Wallfahrtsort und Sitz der Lehnsherren war Kirchhofen im Mittelalter der Mittelpunkt für eine größere Anzahl umliegender Orte. Eine Reihe von Adelsgeschlechtern des Breisgaues waren nacheinander Lehnsherren der Herrschaft Kirchhofen.

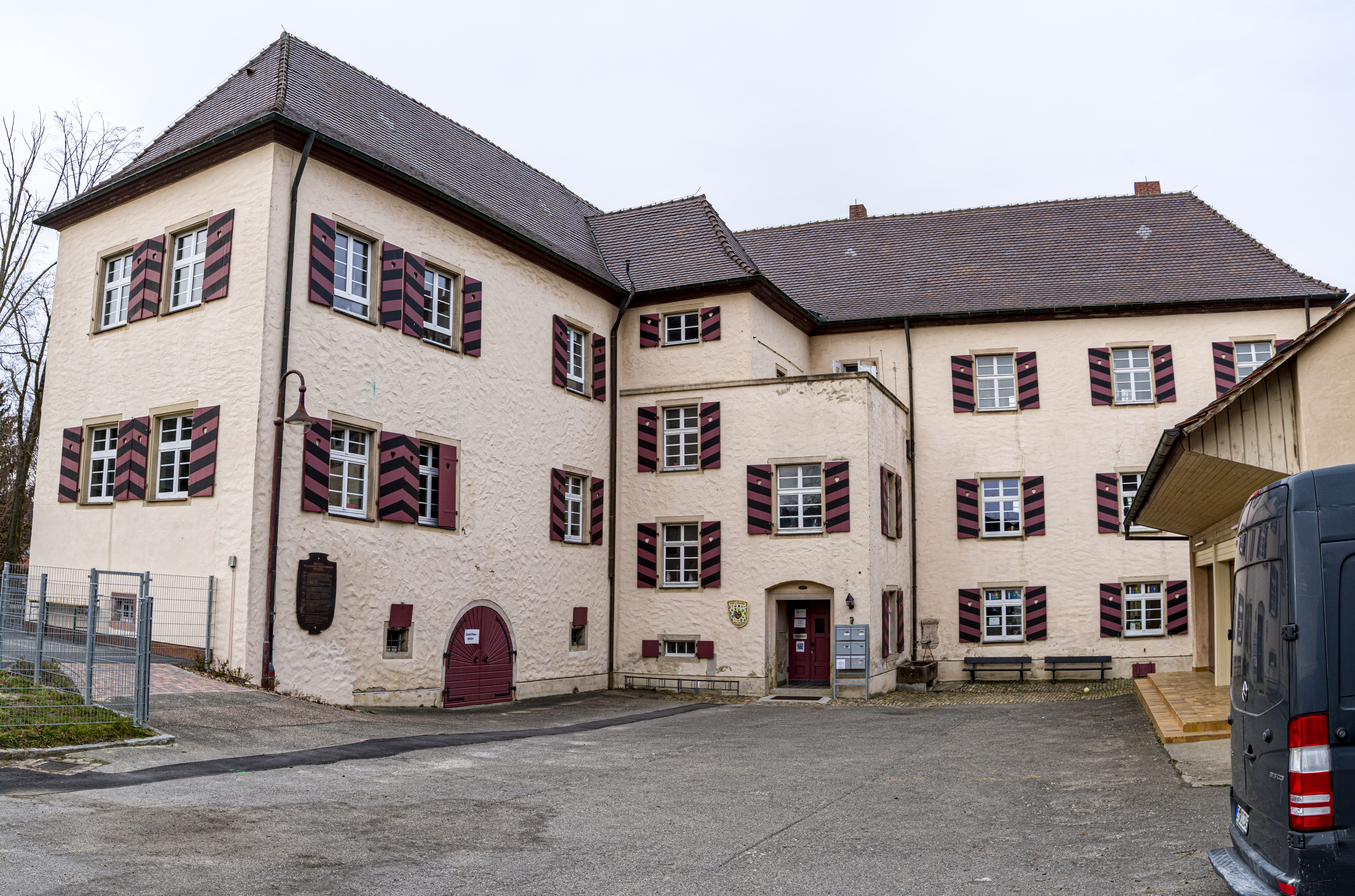
Schloss Kirchhofen

Im Schloss Kirchhofen starb 1583 der General, Diplomat und kaiserliche Berater Lazarus von Schwendi. Heute beherbergt das Schloss Schulräume und Wohnungen für Asylsuchende sowie ein kleines Museum zur Erinnerung an Schwendi, das vom Schlossverein betrieben wird.
Die relativ große regionale Bedeutung Kirchhofens während des Mittelalters zeigt sich noch heute in der gegenüber den Nachbarorten in der Regel deutlich größeren Ausdehnung der Kirchhofer Gemarkung, die nach Norden im Schneckental bis kurz vor Pfaffenweiler reicht, im Westen bis zur B3 kurz vor Offnadingen und im Süden bis zur Umgehungsstraße und damit der Grenze der Bebauung von Bad Krozingen. Im Schwarzwald in der östlichen Ehrenkirchener Gemarkung liegen außerdem zwei große Exklaven des Kirchhofer Banns. Auf dem Hohfirst ist es der Kirchhofer und nicht etwa der Ehrenstetter Bann, der bis zum Hohebannstein reicht.
Während des Dreißigjährigen Kriegs massakrierten badisch-schwedische Truppen unter dem Kommando des Rheingrafen Otto Ludwig am 18./19. Juni 1633 einen Großteil der männlichen Bevölkerung von Kirchhofen. Insgesamt wurden dabei rund 300 Bauern aus Kirchhofen, Ehrenstetten und Pfaffenweiler als angebliche Rebellen niedergemetzelt.

### Geschichte Norsingen
Alemannische Gründungen am Batzenberg weisen auf eine frühe Besiedelung Norsingens hin. Die erste urkundliche Erwähnung stammt aus dem Jahre 1242. Norsingen gehörte ursprünglich zum Kloster St. Gallen, kam dann als Lehen an die Herren von Staufen, nach deren Aussterben (1602) das Lehen von St. Gallen wieder eingezogen wurde. Zusammen mit Ebringen, wo der St. Galler Statthalter seinen Sitz hatte, fiel es 1805 an den Kanton St. Gallen und wurde 1806/7 an das Großherzogtum Baden verkauft.

### Geschichte Offnadingen
Die erste Kunde von „Ofmanningen“ stammt aus dem Jahre 1139. Bereits 1146 ist hier ein Ortsadel bezeugt. Offnadingen war im Mittelalter einer der Tagungsorte des gräflichen Landgerichts im Breisgau.

### Geschichte Scherzingen
Blasonierung: „Das Wappen zeigt in gespaltenem Schild vorne in Rot einen goldenen Kelch, hinten in Gold auf grünem Boden einen grünen Weinstock mit blauen Trauben.“ Der Weinstock gehört dem älteren Gemeindesiegel an, der Kelch soll an die frühere Zugehörigkeit zur Herrschaft Staufen erinnern.
Alemannische Gräberfunde wiesen ebenfalls auf eine frühe Besiedlung Scherzingens hin. Die erste urkundliche Erwähnung von Scherzingen stammt aus dem Jahre 1111. Der Ort hieß damals Scersingen. Von 1111 bis 1152 ist in Scherzingen ein Ortsadel bezeugt. Das Dorf gehörte im Mittelalter verschiedenen Adelsgeschlechtern an, so der Herrschaft Staufen und der Oberlehnsherrschaft der Üsenberger, den Markgrafen von Hachberg und dem Haus Österreich als Landesherren der Herrschaft Staufen. Von 1492 bis 1811 gehörte Scherzingen zur Gemeinde Pfaffenweiler.
Heute besteht Scherzingen größtenteils aus alten Häusern im altfranzösischen Stil, da Franzosen, als die französische Revolution begann, flüchteten und sich dort niederließen. Der Dorfladen, der ungefähr fünf Jahre existierte, brannte ab. Die Ursachen dafür wurden nie ganz geklärt. Scherzingen ist in Unter- und Oberdorf unterteilt, die durch die durchlaufende Bahnlinie getrennt sind. Der alte Teil ist das Unterdorf, wo es auch eine Kirche namens St. Michael mit einem Friedhof gibt. Insgesamt gibt es ungefähr 250 Einwohner.

## Konfessionsstatistik

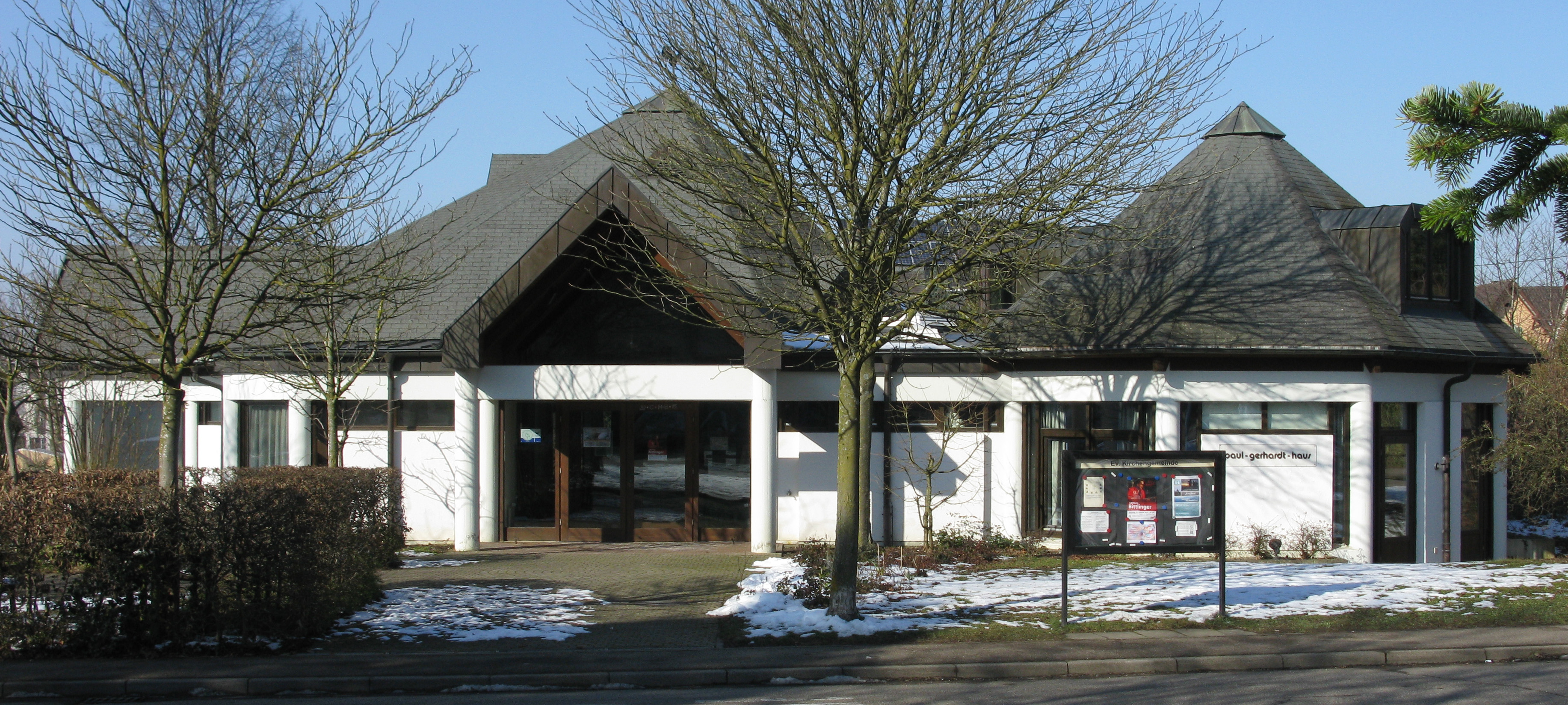
Evangelische Kirche

Am 1. Dezember 2008 gehörten von den 7.218 Einwohnern 59,4 % der römisch-katholischen Kirche an, 18,2 % waren evangelisch und 22,4 % gehörten sonstiger oder keiner Glaubensgemeinschaft an. Die Zahl der Protestanten und Katholiken ist seitdem gesunken. Am 1. Dezember 2022 gehörten 45,9 % der Einwohner der katholischen Kirche an, 14,3 % waren evangelisch und 39,8 gehörten sonstiger oder keiner Glaubensgemeinschaft an.

## Politik

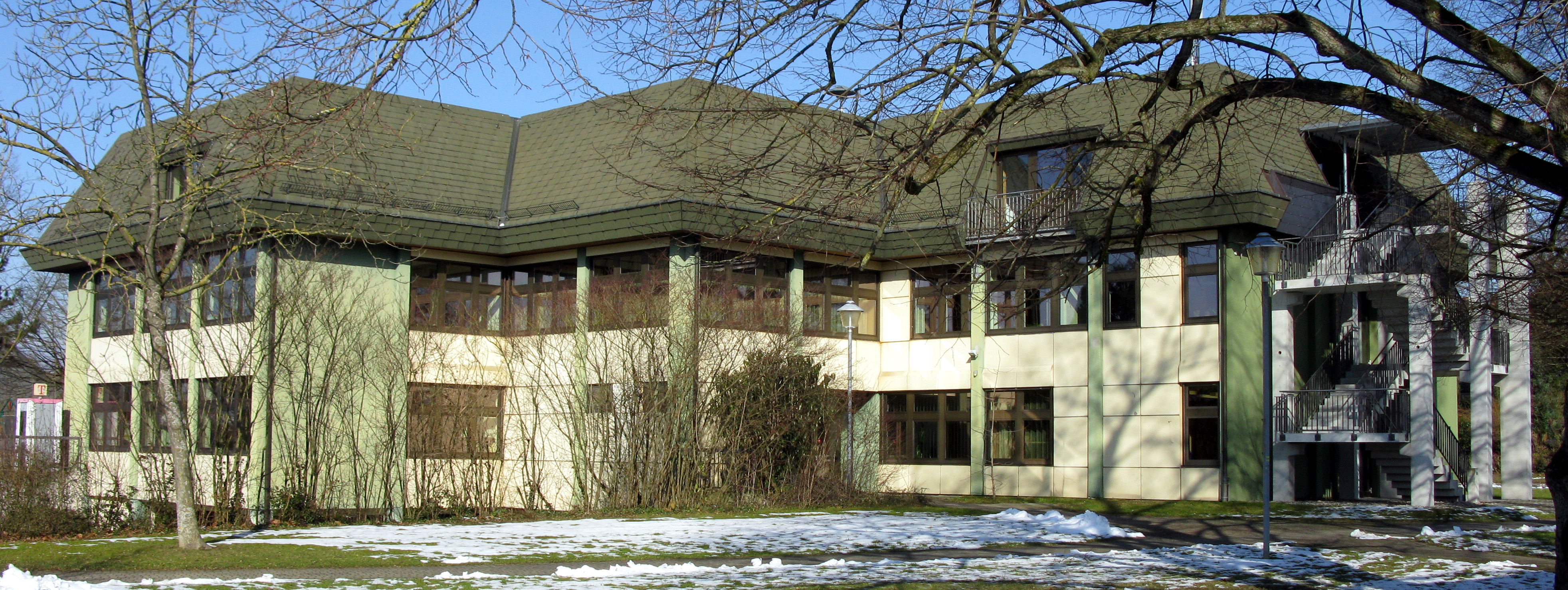
Rathaus von Ehrenkirchen

- SPD: 2
- Grüne: 4
- PARTEI: 1
- FW: 5
- CDU: 6

### Gemeinderat
Der Gemeinderat besteht aus den gewählten ehrenamtlichen Gemeinderäten und dem Bürgermeister als Vorsitzendem. Der Bürgermeister ist im Gemeinderat stimmberechtigt.
Der Gemeinderat in Ehrenkirchen hat 18 Mitglieder. Die Kommunalwahl am 9. Juni 2024 führte zu folgendem amtlichen Endergebnis:
| Parteien und Wählergemeinschaften | Parteien und Wählergemeinschaften                                                             | % 2024 | Sitze 2024 |        | % 2019 | Sitze 2019 |  |
| CDU                               | Christlich Demokratische Union Deutschlands                                                   | 32,7   | 6          | 31,2   | 6      |            |  |
| FW                                | Freie Wählervereinigung Ehrenkirchen                                                          | 28,7   | 5          | 32,1   | 6      |            |  |
| GRÜNE                             | Bündnis 90/Die Grünen                                                                         | 20,0   | 4          | 25,2   | 4      |            |  |
| SPD                               | Sozialdemokratische Partei Deutschlands                                                       | 11,7   | 2          | 11,6   | 2      |            |  |
| Die PARTEI                        | Partei für Arbeit, Rechtsstaat, Tierschutz, Elitenförderung und basisdemokratische Initiative | 6,9    | 1          | −      | −      |            |  |
| Gesamt                            | Gesamt                                                                                        | 100    | 18         | 100    | 18     |            |  |
| Wahlbeteiligung                   | Wahlbeteiligung                                                                               | 69,4 % | 69,4 %     | 66,0 % | 66,0 % |            |  |

### Wappen
Blasonierung: „In gespaltenem Schild vorn in Rot über goldenem Dreiberg eine goldene Traube mit goldenem Blatt, hinten in Gold ein aufgerichteter blauer Hirsch.“ Das Wappen wurde am 21. März 1977 vom Landratsamt Breisgau-Hochschwarzwald verliehen.
In der Vereinbarung über den Zusammenschluss von Ehrenstetten und Kirchhofen wurde festgelegt, dass für die künftige Gemeinde ein neues Wappen geschaffen werden soll. Wie der neue Name, der aus Namenselementen der beiden größten Gemeindeteile zusammengesetzt ist, ist auch dieses Wappen durch Verschmelzung der bisherigen Wappenbilder entstanden. Es vereinigt Teile der Gemeindewappen von Ehrenstetten und Kirchhofen und im weiteren Sinne auch von Scherzingen und kommt zugleich zu einer eine wirtschaftliche Besonderheit, die geographische Lage und die Geschichte der Gemeinde zusammenfassenden Aussage: In allen Ortsteilen wird an den Hängen von Batzenberg, Kirchberg und Ölberg, die durch den Dreiberg symbolisiert werden, seit alters Weinbau betrieben. Der Hirsch, das Wappenbild des Klosters St. Blasien, erinnert daran, dass die Herrschaft Kirchhofen, zu der auch Ehrenstetten gehörte, sowie Offnadingen und Scherzingen als Teil der Herrschaft Staufen im 18. Jahrhundert dem Schwarzwaldkloster unterstanden und dieses auch in Norsingen Besitz hatte. Die Farben von Bild und Feld des Klosterwappens (in Blau ein goldener Hirsch) wurde vertauscht, um einen heraldischen Farbverstoß beim Zusammentreffen der beiden Schildfelder zu vermeiden.

### Städtepartnerschaften
Ehrenkirchen ist Mitglied des im Jahr 1986 gegründeten Lazarus-von-Schwendi-Städtebunds.

## Kultur und Sehenswürdigkeiten
- Pfarrkirche St.Georg in Ehrenstetten
- Barocke Wallfahrtskirche St. Mariä Himmelfahrt in Kirchhofen
- Barocke Pfarrkirche Heilig Kreuz aus dem 18. Jahrhundert sowie das Gebäude der ehemaligen Klostermühle in Offnadingen
- Kirche St.-Michael in Scherzingen
- St.-Gallus-Kirche in Norsingen
- Wasserschloss Kirchhofen
- Hohebannstein
- Alemannengräber bei Ehrenstetten
- Winzergenossenschaften/Weinproben
- Diverse Kapellen auf der Gemarkung
- Johann Christian Wentzingers Geburtshaus in Ehrenstetten
- Steinzeitpfad am Ölberg mit Teufelsküche[12]

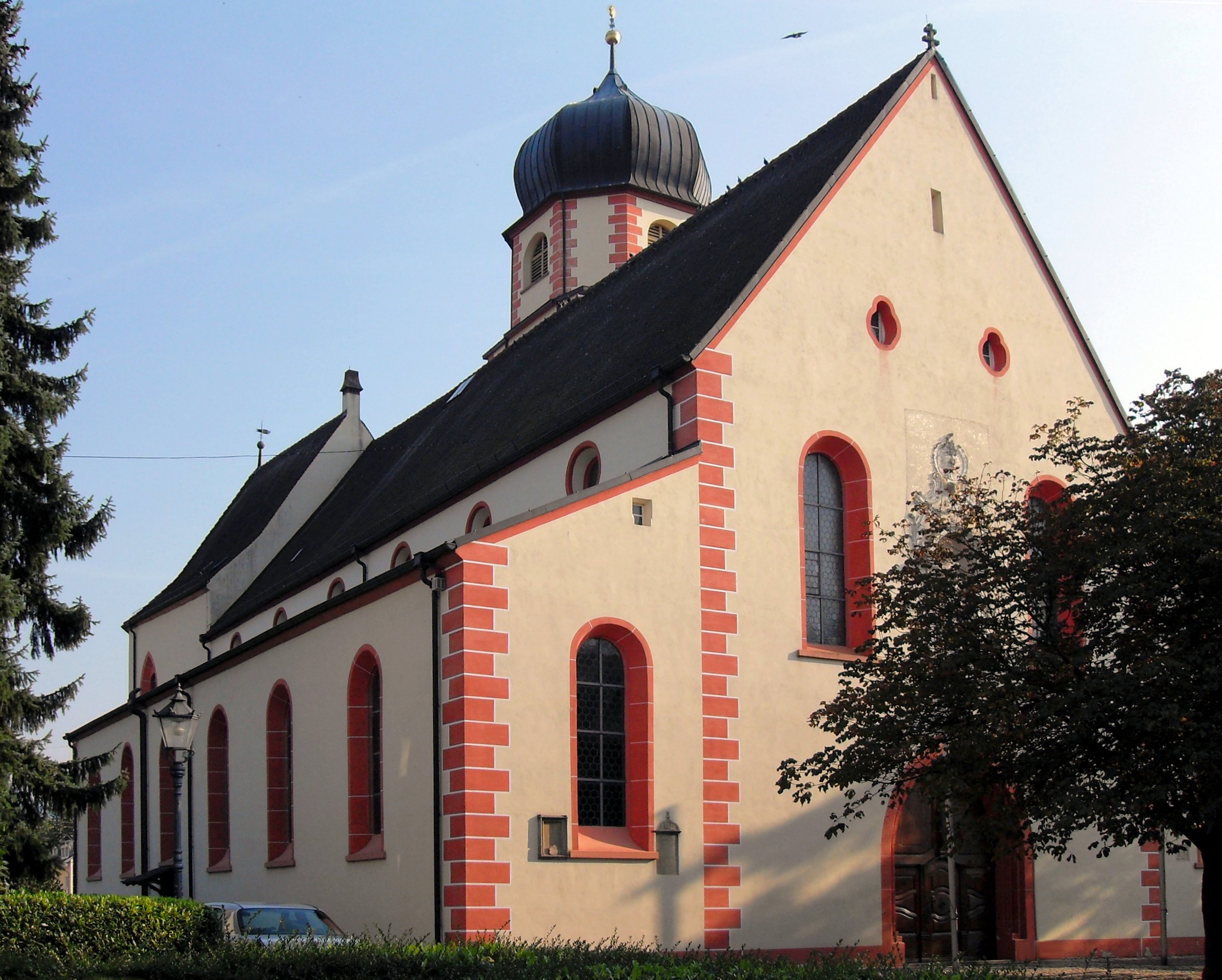
St. Mariä Himmelfahrt in Kirchhofen
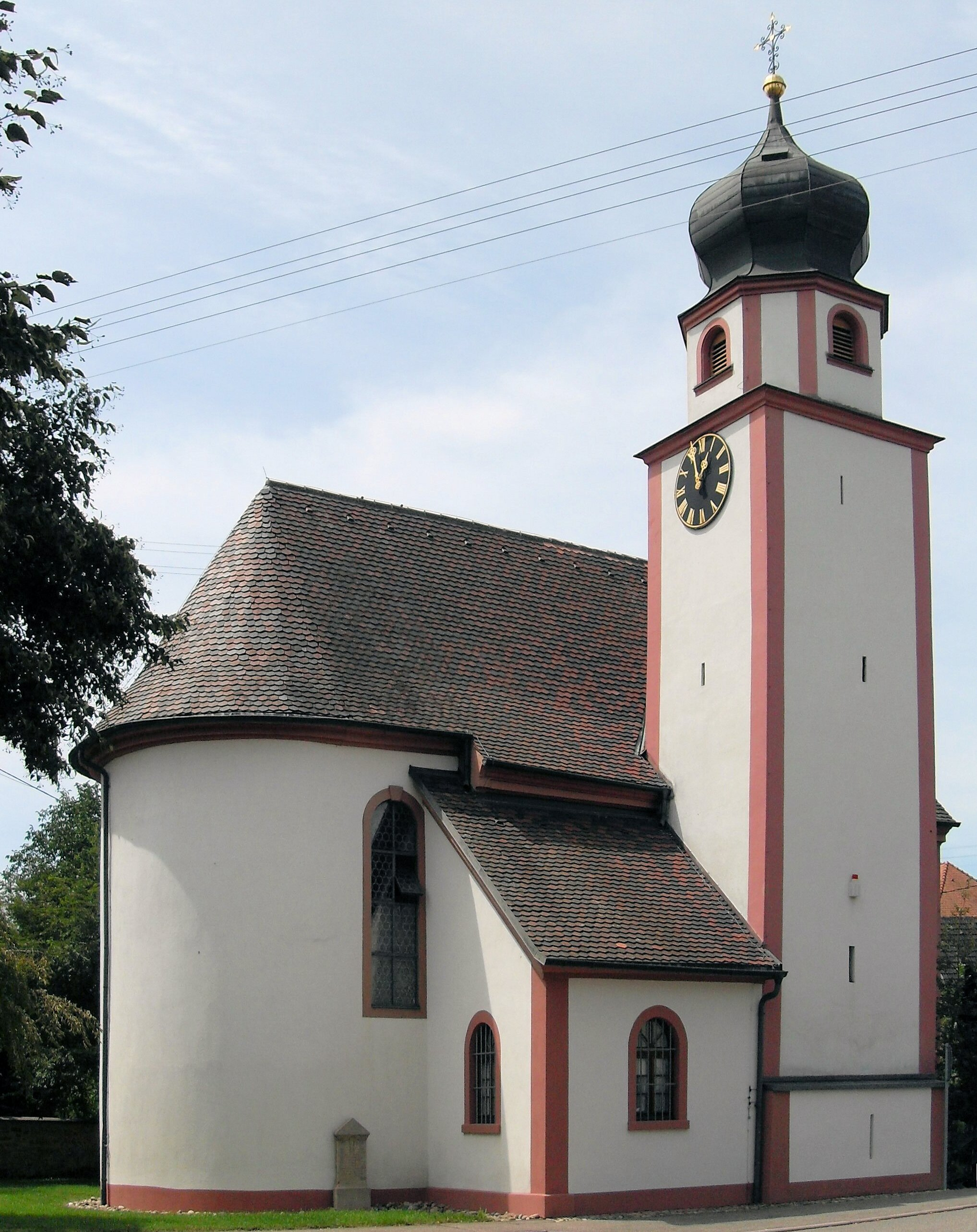
Pfarrkirche Heilig Kreuz Offnadingen
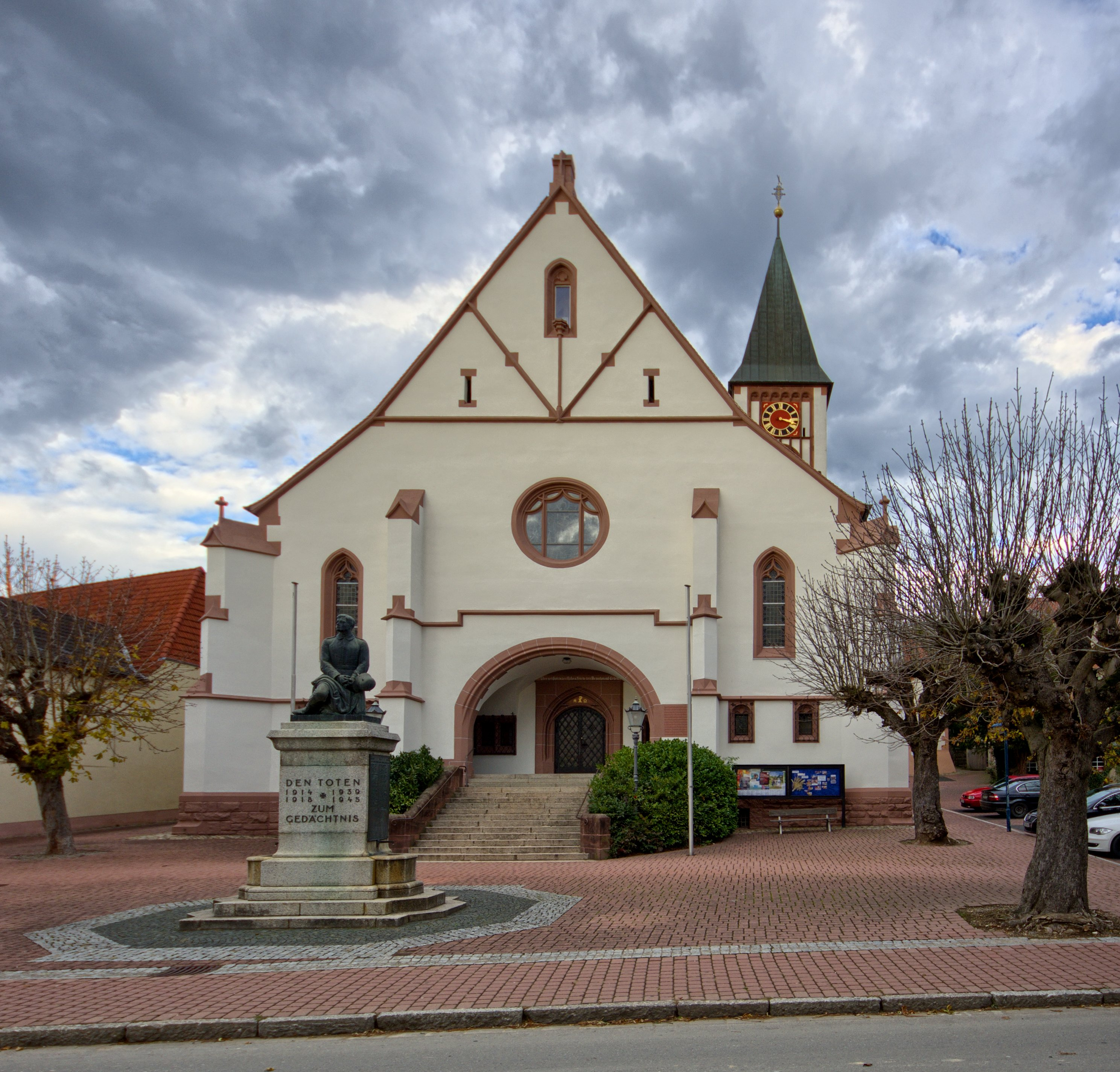
St.-Georgs-Kirche Ehrenstetten
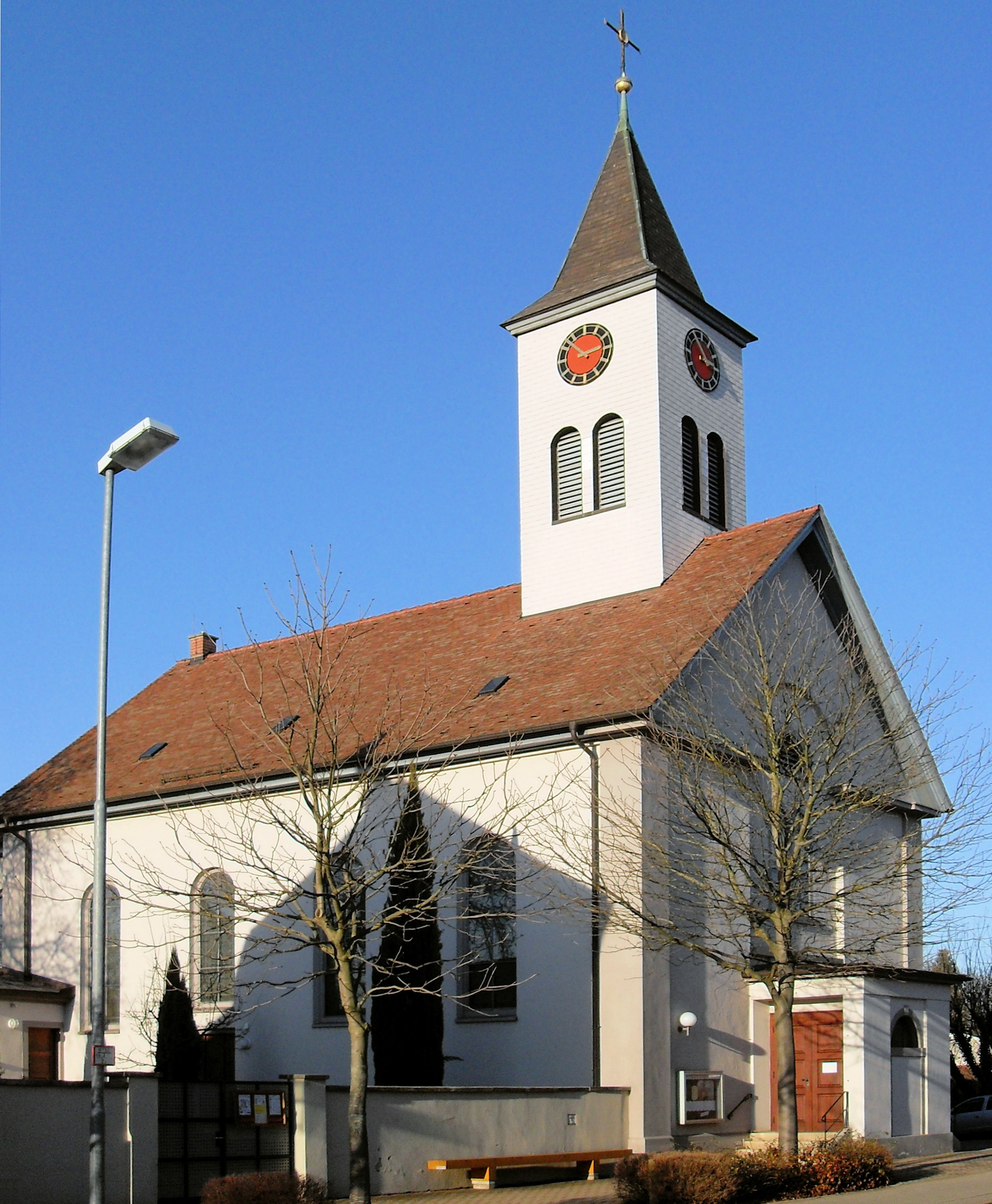
St.-Gallus-Kirche Norsingen
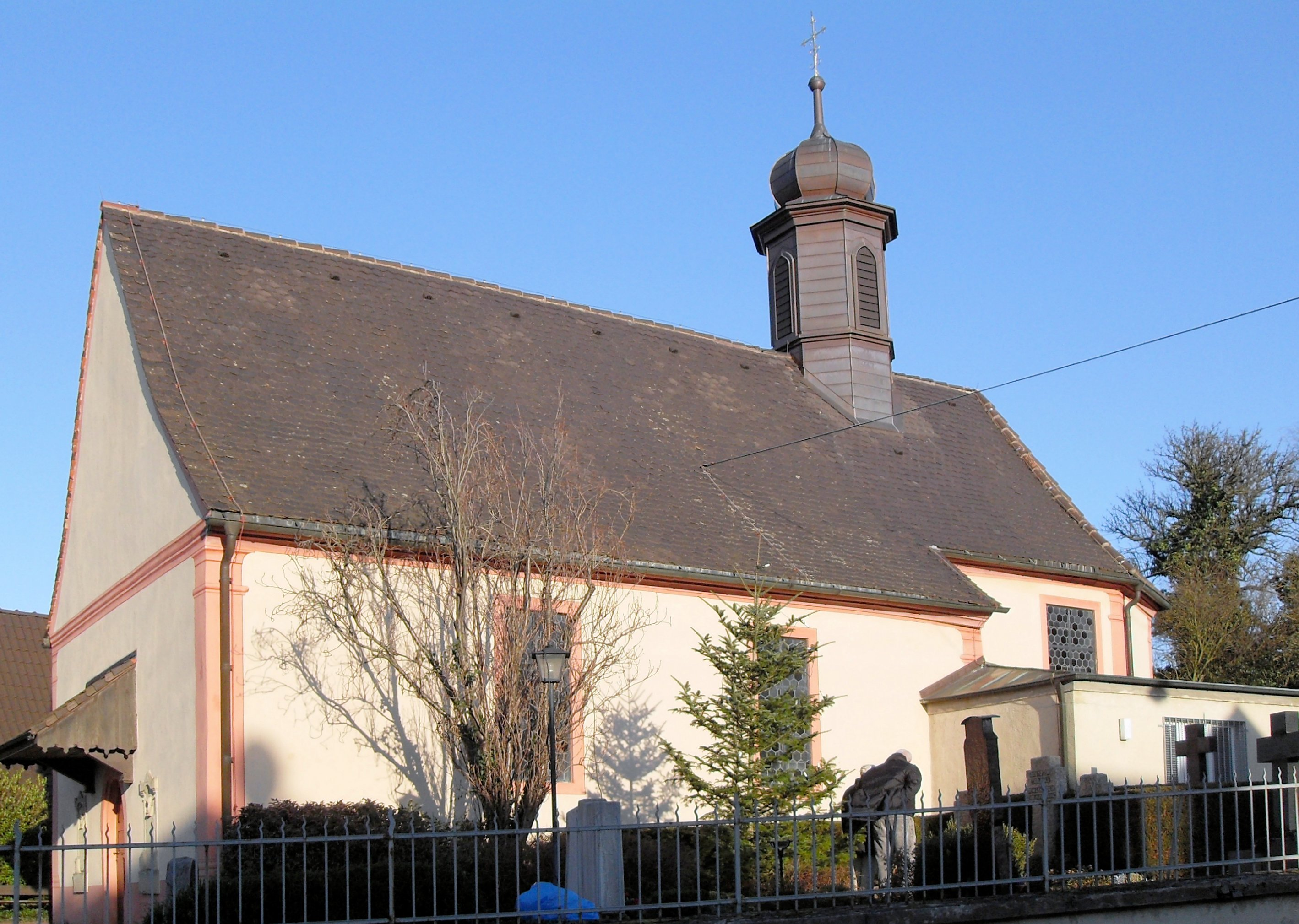
Kirche St.-Michael Scherzingen
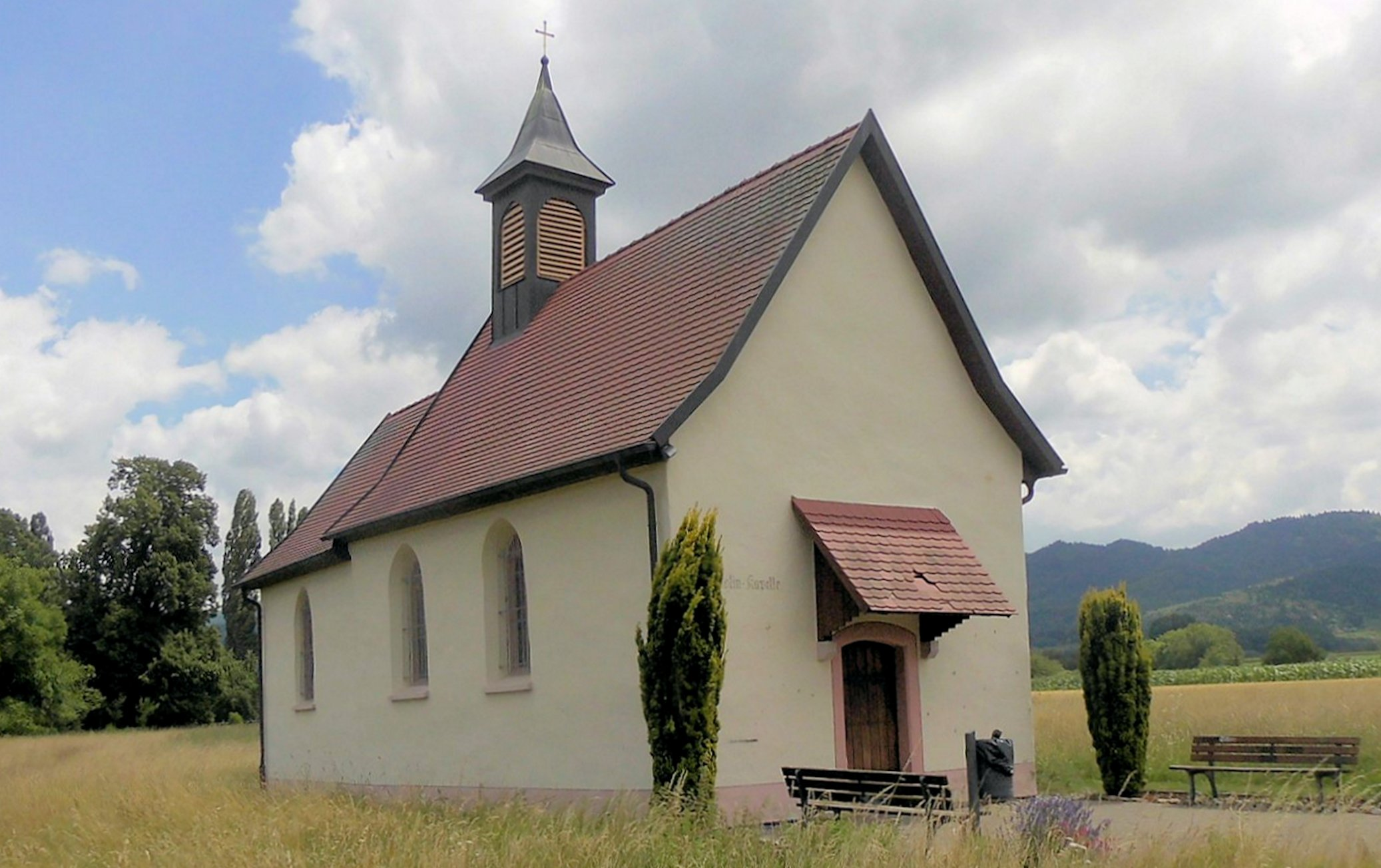
St. Fridolin-Kapelle in Oberambringen
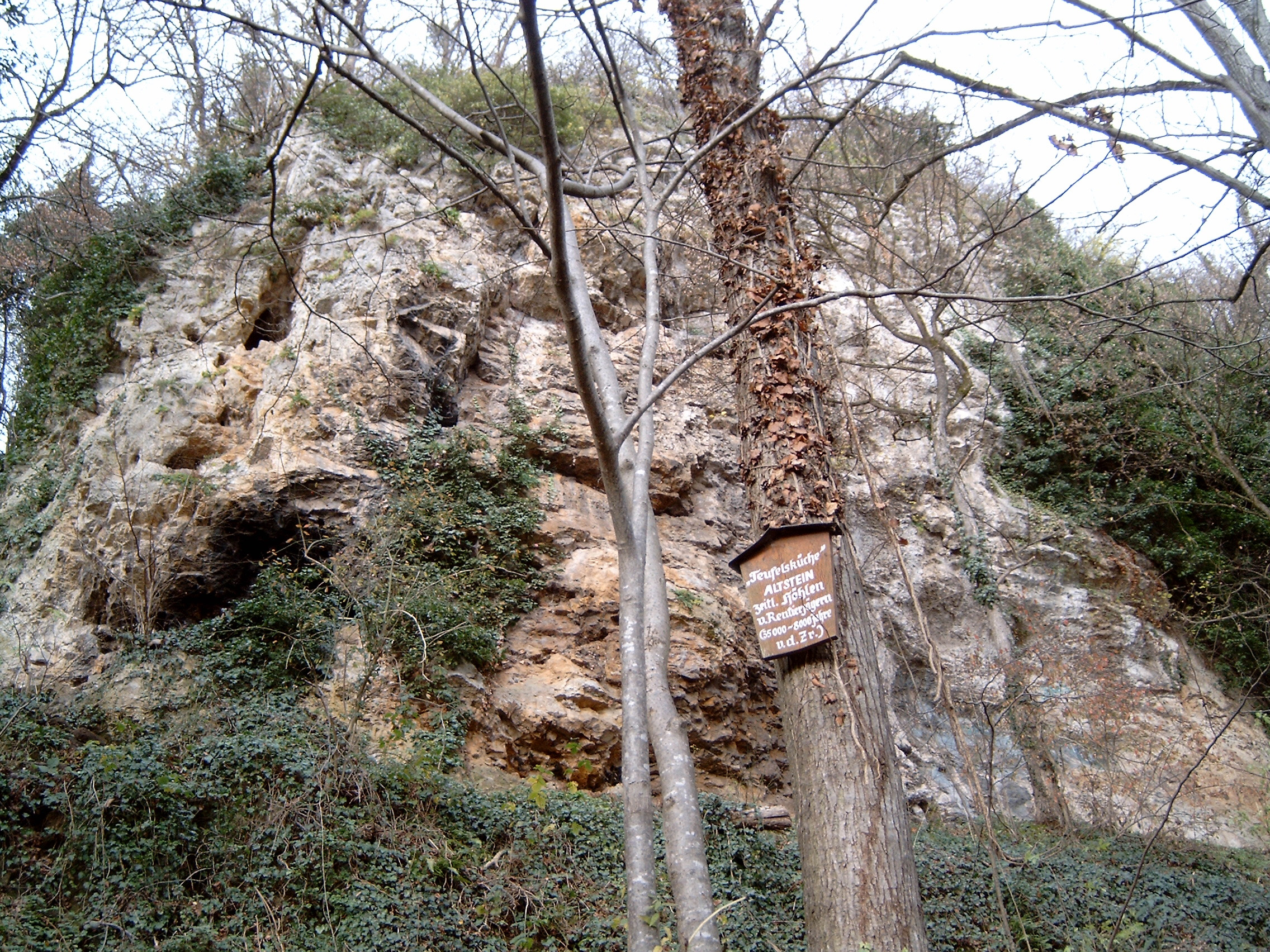
Teufelsküche
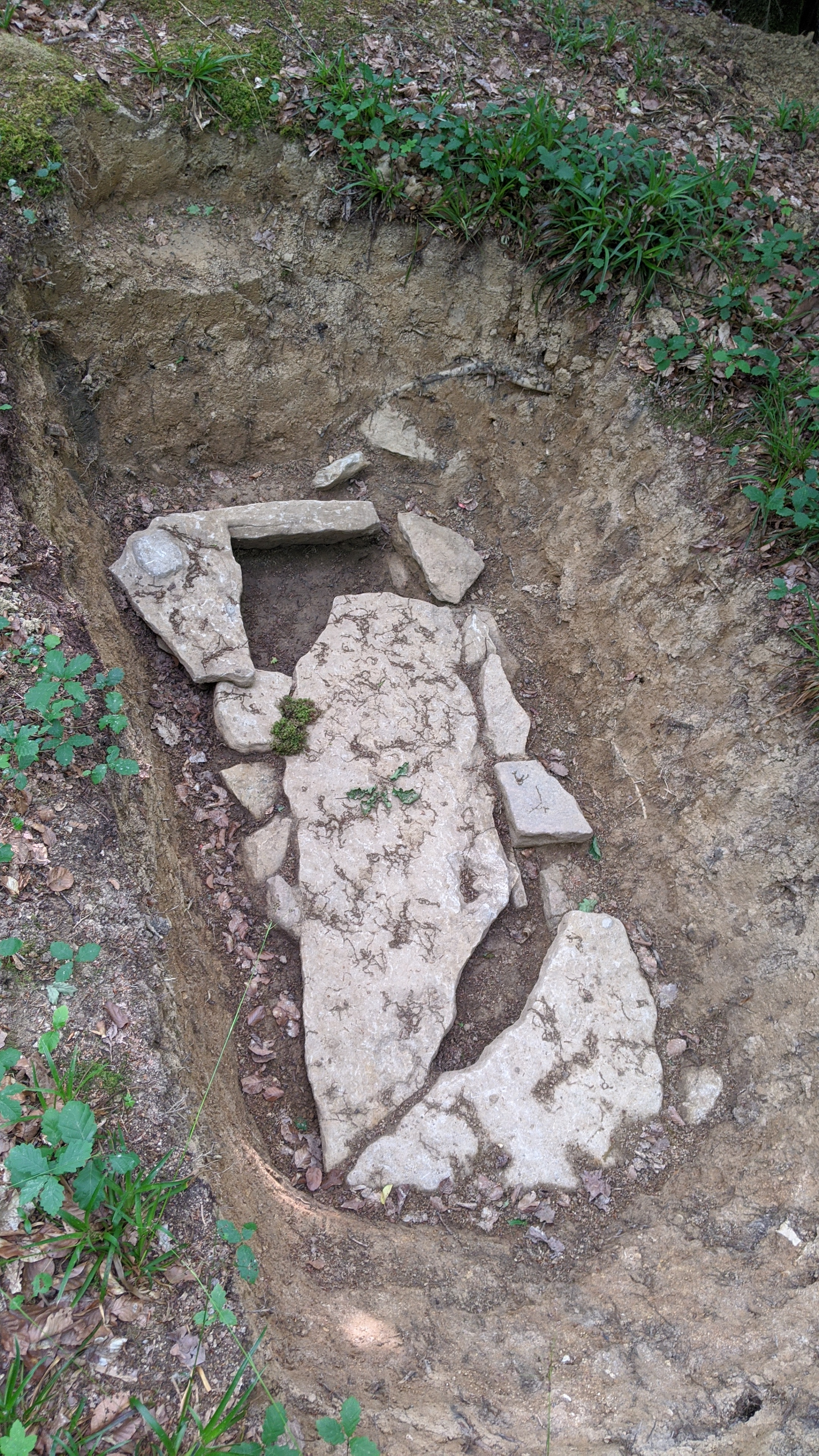
Alamannengrab
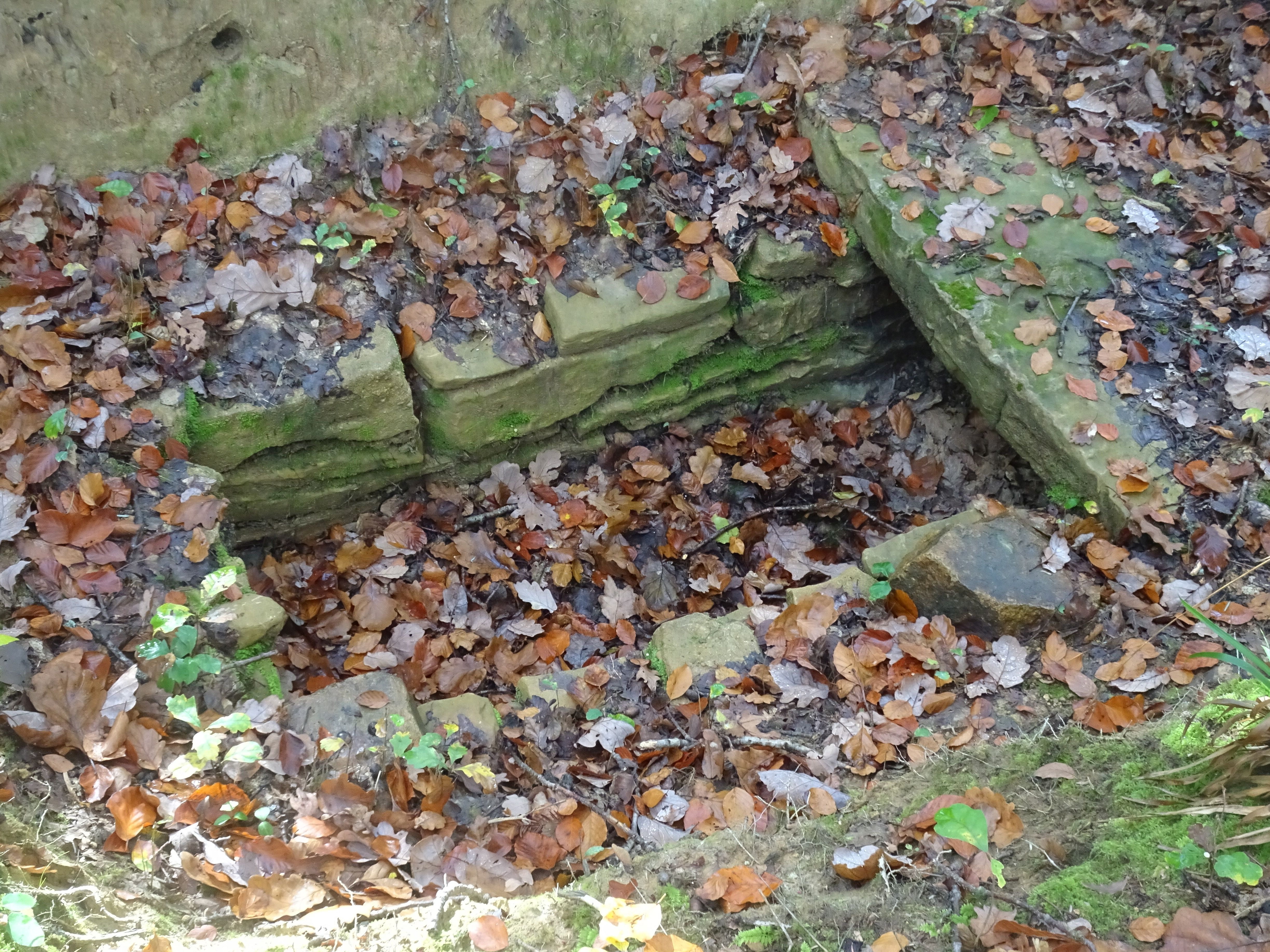
Alamannengrab

### Freizeit- und Sportanlagen

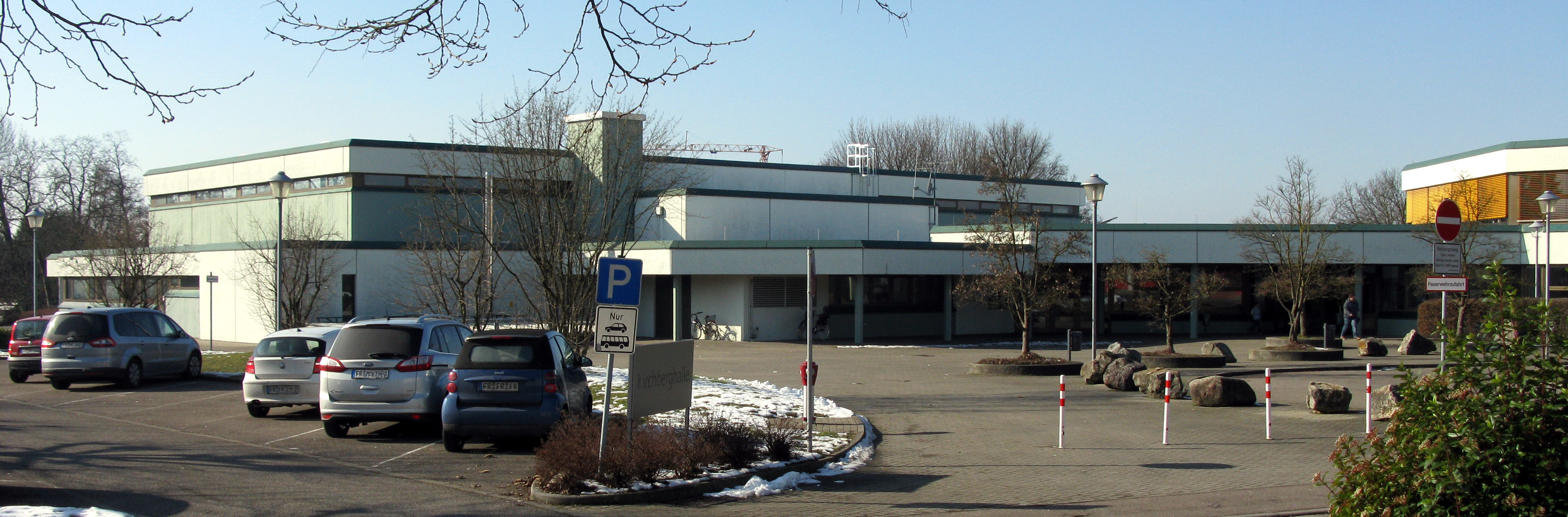
Kirchberghalle

- Fest- und Sporthallen: Kirchberghalle im Zentrum; St. Gallushalle in Norsingen; Gemeindehaus Offnadingen
- Fußballplätze in Ehrenstetten und Kirchhofen.
- Tennisplätze in Kirchhofen
- Skateranlage mit Basketballanlage
- Trimm-dich-Pfad

### Regelmäßige Veranstaltungen
- Pferdeprozession zu Ehren des Hl. St. Georg (Ende April / Anfang Mai) (Ehrenstetten)
- Laurentiusmarkt 10. August und Laurentiushock am Wochenende vor oder nach dem Laurentiusmarkt (Ehrenstetten)
- Schlossgrabenhock am letzten Mai-Wochenende (Kirchhofen)
- Kirchenpatrozinium Maria Himmelfahrt am 15. August (Kirchhofen)
- Jahrmarkt und Dorffest im September (Offnadingen)
- Ehrenkirchener Woche, jährliche Veranstaltung der Wirtschaftsvereinigung Ehrenkirchen WVE
- Open Air in den Niedermatten mit lokalen Bands, durchgeführt durch die Wirtschaftsvereinigung Ehrenkirchen WVE
- Batzenbergfest „Reloaded“, durchgeführt durch die Wirtschaftsvereinigung Ehrenkirchen WVE in Kooperation mit Winzern und Winzergenossenschaften rund um den Batzenberg
- Jobmesse in der Kirchberghalle Ehrenkirchen des Gewerbevereins Ehrenkirchen in Kooperation mit dem Gewerbeverein Schallstadt, Wolfenweiler, Ebringen, Pfaffenweiler und dem Gewerbeverein Bollschweil

## Wirtschaft und Infrastruktur

### Bildungseinrichtungen

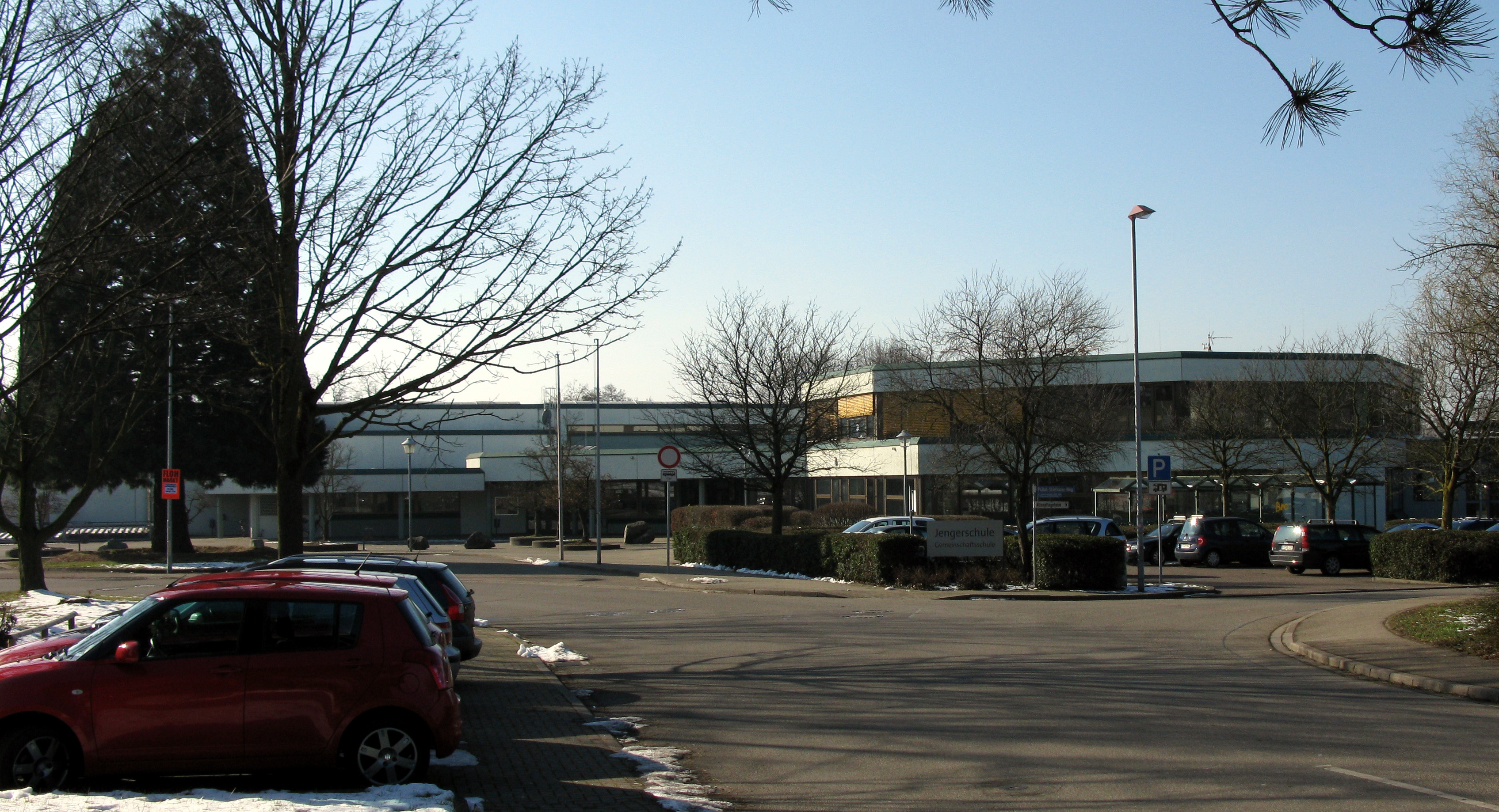
Jengerschule

- Die Grundschule Ehrenkirchen mit ihren Standorten in den Ortsteilen Kirchhofen und Ehrenstetten
- Die Jenger-Hauptschule mit Werkrealschule im Jengerzentrum von Ehrenkirchen
- Das Ökumenische Bildungswerk Ehrenkirchen
- Die Bücherei im Gemeindezentrum

### Ansässige Unternehmen
Größte Unternehmen in Ehrenkirchen sind die Anton Hübner GmbH & Co. KG, eine Tochter von Dermapharm, die im Ortsteil Kirchhofen mit 100 Mitarbeitern Arzneimittel, Medizinprodukte, Nahrungsergänzungsmittel und natürliche Kosmetika herstellt sowie die Karl Dischinger GmbH, ein international tätiger Logistik-Dienstleister. Des Weiteren befindet sich im Gewerbegebiet Niedermatten ein Vertreter der Elektroindustrie, die Fred Abel GmbH, diese vertritt renommierte Elektroindustrieunternehmen aus Deutschland. Der Unternehmenssitz und die Produktionsstätten der in Südbaden verbreiteten Bäckereikette Kaisers Gute Backstube befinden sich ebenfalls in Ehrenkirchen. 2016 gab es 2.037 sozialversicherungspflichtige Arbeitsplätze in Ehrenkirchen, 100 mehr als im Vorjahr.

### Freiwillige Feuerwehr Ehrenkirchen

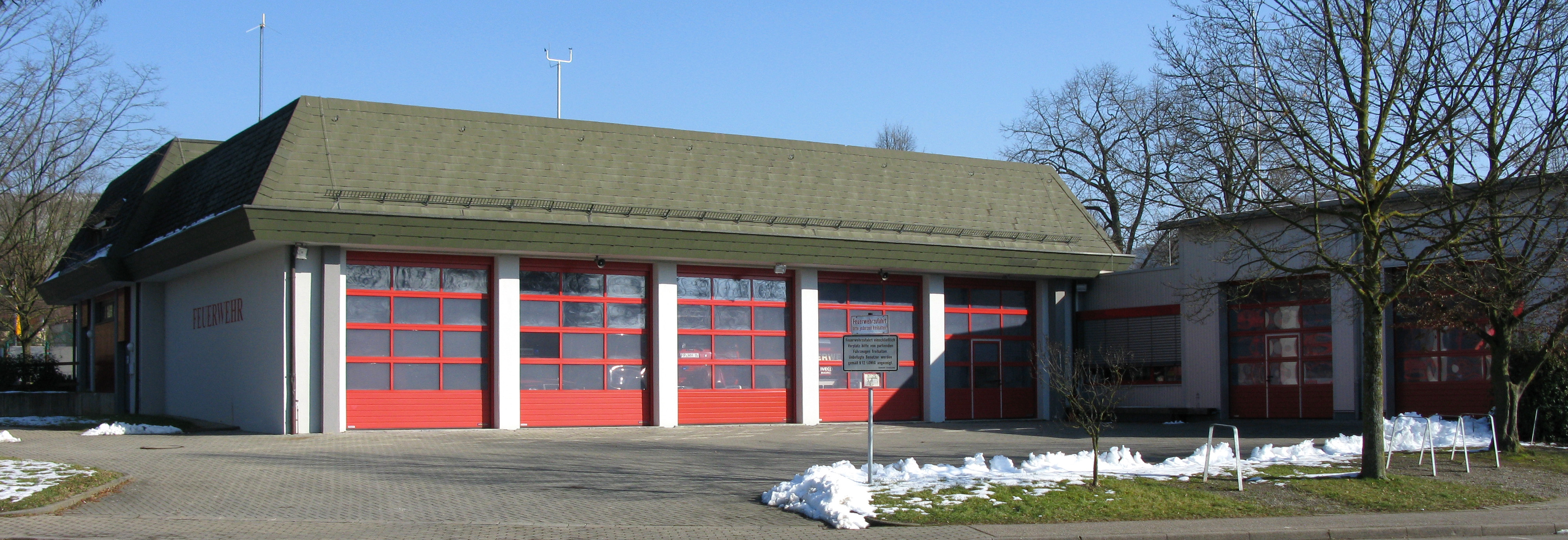
Feuerwehrhaus

Infolge der Gemeindereform im Januar 1976 konstituierte sich die Freiwillige Feuerwehr Ehrenkirchen. Dies war ein Zusammenschluss der Ortsteilwehren von Kirchhofen, Ehrenstetten, Norsingen, Scherzingen und Offnadingen. Seit 2017 betreibt die Feuerwehr einen First-Responder-Dienst, der bei medizinischen Notfällen ausrückt und die Zeit bis zum Eintreffen des Rettungsdienstes überbrückt.

### Medien
Über das Lokalgeschehen in Ehrenkirchen berichten die Badische Zeitung und das Anzeigenblatt ReblandKurier.

### Verkehr

#### Bahn- und Busverkehr
Durch den Ortsteil Norsingen verläuft die Rheintalbahn mit einem Haltepunkt für Regionalbahnen Offenburg – Basel. Die Buslinien 7208 bzw. 7240 der Südbadenbus GmbH verbinden Ehrenkirchen über das Schneckental bzw. das Hexental mit Freiburg im Norden und Bad Krozingen und Staufen im Süden.

#### Radverkehr
Durch eine Alltagsroute aus dem Radnetz Baden-Württemberg ist Kirchhofen über Pfaffenweiler und Schallstadt mit Freiburg und in der anderen Richtung mit Bad Krozingen verbunden.
Für den Radverkehr ist ein Radschnellweg von Freiburg nach Bad Krozingen und weiter nach Müllheim geplant, der an Kirchhofen vorbei durch das Schneckental verlaufen soll.
Durch Kirchhofen verlaufen als Landes-Radfernwege:
- Der Südschwarzwald-Radweg führt als Rundweg von Hinterzarten über Waldshut-Tiengen, Basel und Freiburg rund um den Naturpark Südschwarzwald. Er verläuft von Heitersheim über Oberkrozingen nach Kirchhofen und weiter über Pfaffenweiler nach Freiburg.
- Der Badische Weinradweg[14] führt von Grenzach-Wyhlen über Staufen im Breisgau und Oberkrozingen nach Kirfchhofen und weiter über Pfaffenweiler nach Schallstadt. Das Ziel des Weges ist Laudenbach im Norden Baden-Württembergs.

Kirchhofen und Ehrenstetten sind südlich des Batzenberges mit Norsingen, Scherzingen und Offnadingen verbunden. Entlang der L 122 führt ein Radweg als Verlängerung des FR 7 durch das Hexental nach Freiburg. Parallel zur L 125 verläuft ein Radweg nach Staufen.

#### Fernstraße
Durch Norsingen führt die Bundesstraße 3.

### Tourismus
Ehrenkirchen ist Mitglied im Zweckverband Breisgau Süd Touristik. 2016 verzeichnete die Gemeinde 5246 Übernachtungen.
Seit Sommer 2020 gibt es in Ehrenkirchen drei Erlebnispfade: Nach dem Steinzeitpfad am Ölberg und dem Bergbaupfad im Ehrenstetter Grund gibt es nun auch einen 6,5 Kilometer langen Archäologiepfad, der als Rundweg am Schützenhaus in Ehrenstetten beginnt.

## Trivia

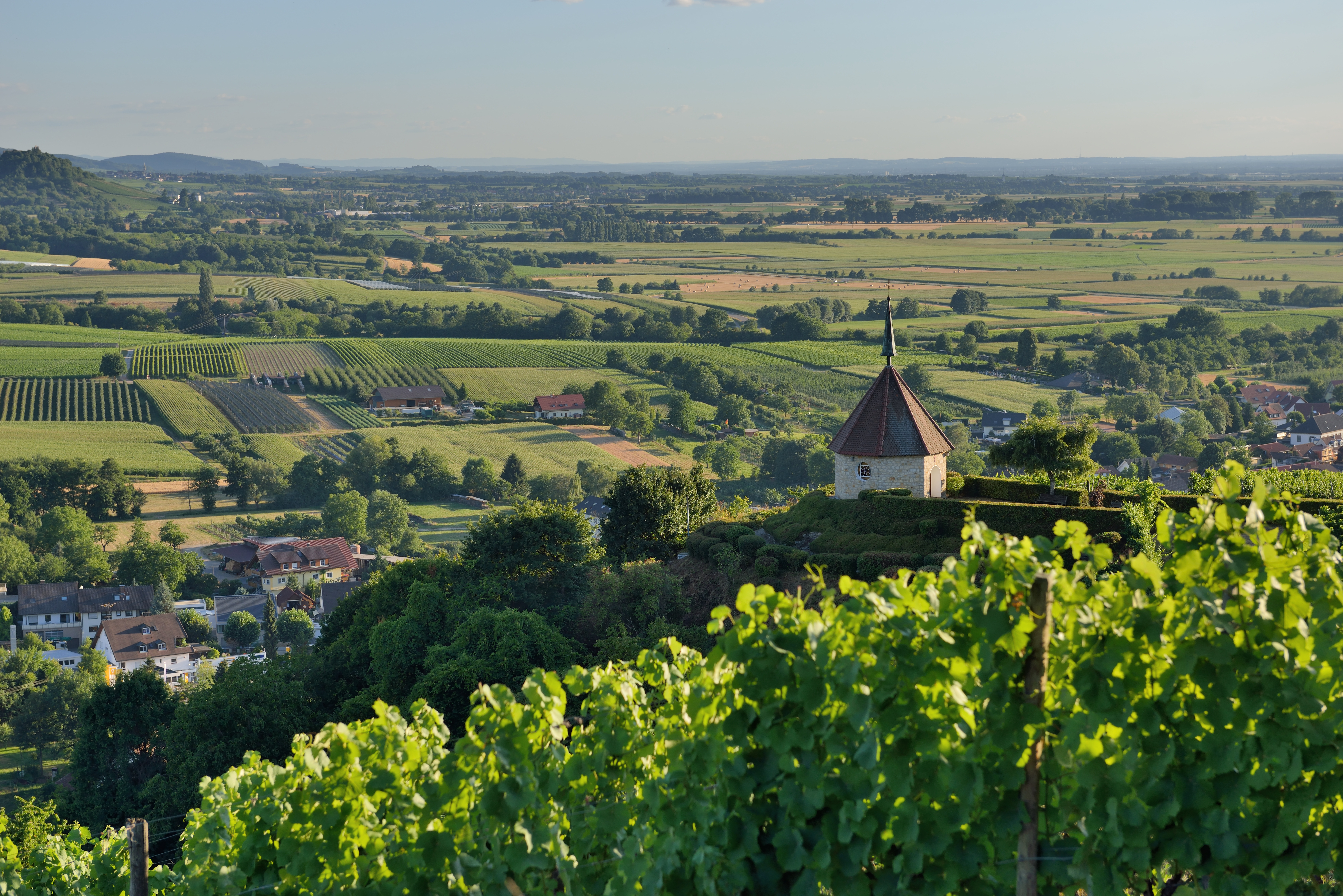
Ölbergkapelle

Am 12. Oktober 2017 erschienen zwei zusammengehörende Briefmarken in der Serie „Deutschlands schönste Panoramen“, welche den südlichen Vorsprung des Ehrenstetter Ölbergs mit Kapelle zeigen. Die Marke wurde zur schönsten Briefmarke Deutschlands und Europas 2017 gewählt.

## Persönlichkeiten

### Ehrenbürger
- Hermann Schäuble, Fabrikant (Rheinische Transportanlagen GmbH)

### Söhne und Töchter der Gemeinde
- Johann Christian Wentzinger (1710–1797), Bildhauer
- Johann Baptist Jenger (1793–1856), österreichischer Beamter und Musiker
- Alfons Oswald (1903–1969), geboren in Norsingen, Landrat

### Mit der Gemeinde verbunden
- Lazarus von Schwendi, Reichsfreiherr von Hohenlandsberg (1522–1583), General, Diplomat und kaiserlicher Berater, starb in seinem Schloss zu Kirchhofen.
- Marcus Fidelis Jaeck (1768–1845), katholischer Theologe und Geistlicher, Pfarrer von Kirchhofen, fürstbischöflicher und landesherrlicher Dekan
- Konrad Guenther (1874–1955), Zoologe
- Ekke Wolfgang Guenther (1907–1995), Paläontologe, Sohn von Konrad Guenther